# Вірус Епштейна — Барр
Ві́рус Епште́йна — Барр (ВЕБ, англ. Virus Epstein-Barr, VEB) або герпесві́рус люди́ни ти́пу 4, який належить до родини герпесвірусів, підродини гаммагерпесвірусів. Спричинює цілу низку захворювань.

## Історія вивчення
Вірус Епштейна — Барр (ВЕБ) було вперше виділено з клітин злоякісної лімфоми Беркітта в 1964 р. і названо за прізвищами британських науковців, які його зкультивували, вірусолога, професора Ентоні Епштейна і його тодішньої аспірантки Івонн Барр, які описали його в 1964 році.
У 1968 р. було встановлено причинний взаємозв'язок ВЕБ та інфекційним мононуклеозом (тоді серонегативний працівник лабораторії захворів на нього і набув антитіла до ВЕБ). З часом виявилося, що ВЕБ, крім інфекційного мононуклеозу, здатен спричинити низку інших захворювань. Об'єднує ці хвороби безконтрольне збільшення кількості ВЕБ-інфікованих В-лімфоцитів на тлі порушеного імунологічного розпізнавання ВЕБ-зв'язаних антигенів.
З-поміж усіх клінічних форм інфекції, яку спричинює цей вірус, першим був описаний інфекційний мононуклеоз. У 1884 році це зробив російський лікар Нил Федорович Філатов, який відзначив цю хворобу під назвою «ідіопатичне запалення лімфатичних залоз», виявив дитячий характер захворювання та його заразність. Німецький педіатр Еміль Пфейффер у 1889 році описав спалах зазначеної інфекції, названої по тому «гарячкою Пфейффера». У своїй праці він навів значно більше, ніж Філатов, клінічних аспектів хвороби. У 1920 році захворювання отримало назву «інфекційний мононуклеоз», що було остаточно затверджене лише в 1961 році на Міжнародному з'їзді інфекціоністів. Надалі з'ясувалося, що синдром інфекційного мононуклеозу може спричинити й цитомегаловірус.

Будова вірусу Епштейна — Барр

## Етіологія
Основна характеристика вірусу Епштейна — Барр:
- В-лімфотропний ДНК-вмісний вірус людини;
- належить до родини герпесвірусів (Herpesviridae);
- входить до підродини γ-герпесвірусів;
- є герпесвірусом людини 4-го типу (ГВЛ-4);
- містить суперкапсид (зовнішня оболонка), нуклеокапсид, двоспіральну молекулу ДНК;
- має онкогенні властивості;
- виявляє тропізм до В- та Т-лімфоцитів.

Зрілі віруси мають сферичну форму діаметром 150—200 нм ВЕБ, зовнішню оболонку (суперкапсид) та нуклеокапсид, між якими розташовано тегамент, що містить білки, необхідні для ініціації реплікації, а також лінійну двониткову молекулу ДНК.

## Епідеміологічні особливості циркуляції ВЕБ
ВЕБ поширений на всій земній кулі. У країнах, що розвиваються, у соціально несприятливих родинах більшість дітей ВЕБ інфікує до трирічного віку, а решту населення — до повноліття. У розвинутих країнах інфікування ВЕБ може відбутися і пізніше.
ВЕБ виділяється з організму хворого або вірусоносія з орофарингеальним секретом — основним вектором інфікування. ВЕБ передається повітряно-краплинним механізмом через інфіковану слину, часто через поцілунок, найбільше від дівчат та молодих жінок до хлопців та молодих чоловіків, тому ІМ часто називають «хворобою наречених та поцілунків». Діти нерідко заражаються ВЕБ через іграшки, забруднені слиною хворого або вірусоносія, іноді через поцілунок батьків. Можливі гемотрансфузійний та статевий шляхи передачі інфекції. Описано випадки вертикальної передачі ВЕБ від матері плоду, припускають, що цей вірус може призводити до розвитку вродженої ВЕБ-інфекції.
Контагіозність ВЕБ помірна, що, ймовірно, пов'язано з низькою концентрацією вірусу в слині. У поширенні інфекції значну роль відіграє тісний контакт, спільне користування хворими та здоровими посудом, постільною білизною. Активації латентної інфекції сприяють фактори зниження загального і місцевого імунітету.

## Патогенез уражень, які спричинює вірус Епштейна— Барр
На поверхні вірусу суперкапсид містить глікопротеїнові молекули (глікопротеїнові шипи), найважливішими з яких є gp350, gp85, gp25, gp42.
ВЕБ має специфічні антигени: капсидний (VCA), ядерний (EBNA), ранні (дифузний (EAD) та локалізований (EAR)), мембранний (МА). Час появи та біологічна значущість цих антигенів не однакові. Вірус має тропізм до В-лімфоцитів, тривало персистує в клітинах хазяїна латентною інфекцією. Вірус Епштейна — Барр спричинює захворювання — інфекційний мононуклеоз. З ним пов'язують етіологію і лімфоми Беркітта, енцефаліт новонароджених, В-клітинну лімфопроліферацію, лімфоїдну інтерстиціальну пневмонію у дітей. Знання термінів появи різних антигенів та виявлення антитіл до них дають змогу з достатньою достовірністю діагностувати фазу вірусної інфекції Епштейна — Барр (ВЕБ-інфекція): гостру, латентну, хронічну ВЕБ-інфекцію та її активацію.
Під час дослідження штамів ВЕБ, виділених у хворих із різними клінічними формами ВЕБ-інфекції з багатьох географічних ареалів, суттєвих розбіжностей між цими вірусами не виявлено.
ВЕБ характеризується тропністю при взаємодії з клітинами слизового епітелію, ротоглотки та В-лімфоцитами, що призводить до зараження саме цих клітин. У разі проникнення ВЕБ в організм відбувається зараження епітелію слизових оболонок, переважно мигдаликів, з подальшим або, можливо, одночасним зараженням лімфоцитів. Найбільш дослідженим є механізм взаємодії ВЕБ із В-лімфоцитами.
Існують певні розбіжності в інфікуванні епітеліоцитів і лімфоцитів. Так, в епітеліоцитах вірус проходить повну реплікацію з утворенням великої кількості віріонів, лізисом епітеліоцитів та звільненням віріонів у позаклітинний простір із подальшим зараженням сусідніх клітин [19]. При інфікуванні В-лімфоцитів вірус активно продукується лише в незначній кількості лімфоцитів (близько 20 %), у решті клітин вірус перебуває у латентному стані. Крім цього, ВЕБ здатний інфікувати інші клітини (Т-лімфоцити, NK-клітини, макрофаги, нейтрофіли, епітеліоцити судин) та спричинювати такі захворювання, як хронічна активна ВЕБ-інфекція і ВЕБ-асоційований гемофагоцитарний лімфогістіоцитоз. Для цих захворювань також характерна персистенція вірусу в лімфоцитах у латентному стані. У ядрі клітини-хазяїна ДНК ВЕБ може формувати кільцеву структуру — епісому — або вбудовуватися в геном, зумовлюючи хромосомні порушення. На сьогодні немає єдиної думки відносно природи персистування вірусу в Т- і NK-клітинах. Деякі автори вважають, що така взаємодія завжди виникає на найраніших етапах первинної ВЕБ-інфекції і в нормі є самообмеженим процесом за рахунок елімінації цих клітин із кровотоку. Інші автори припускають, що ця взаємодія є патогенетичним механізмом розвитку таких захворювань, як хронічна активна ВЕБ-інфекція і ВЕБ-асоційований гемофагоцитарний лімфогістіоцитоз.
Під час первинної ВЕБ-інфекції ДНК вірусу проникає у ядро клітин, при цьому ВЕБ-інфіковані В-лімфоцити безперервно розмножуються в культурі. Цей процес, характерний для всіх форм ВЕБ-інфекції, називають імморталізацією, або безсмертям, В-лімфоцитів.
У відповідь на фіксацію ВЕБ на поверхні В-лімфоцитів активуються Т-лімфоцити-супресори, природні Т-кілери, а також механізми антитілозалежного NK-клітинного цитолізу. Під час первинної ВЕБ-інфекції кількість Т-лімфоцитів перевищує кількість В-лімфоцитів у 40—50 разів. Ці механізми, з одного боку, гальмують проліферацію і диференціювання В-лімфоцитів, а з іншого — зумовлюють лізис інфікованих В-лімфоцитів, що сприяє виходу вірусу у вільну циркуляцію з подальшою його елімінацією гуморальними специфічними антитілами. Зазначені захисні механізми перешкоджають малігнізації.

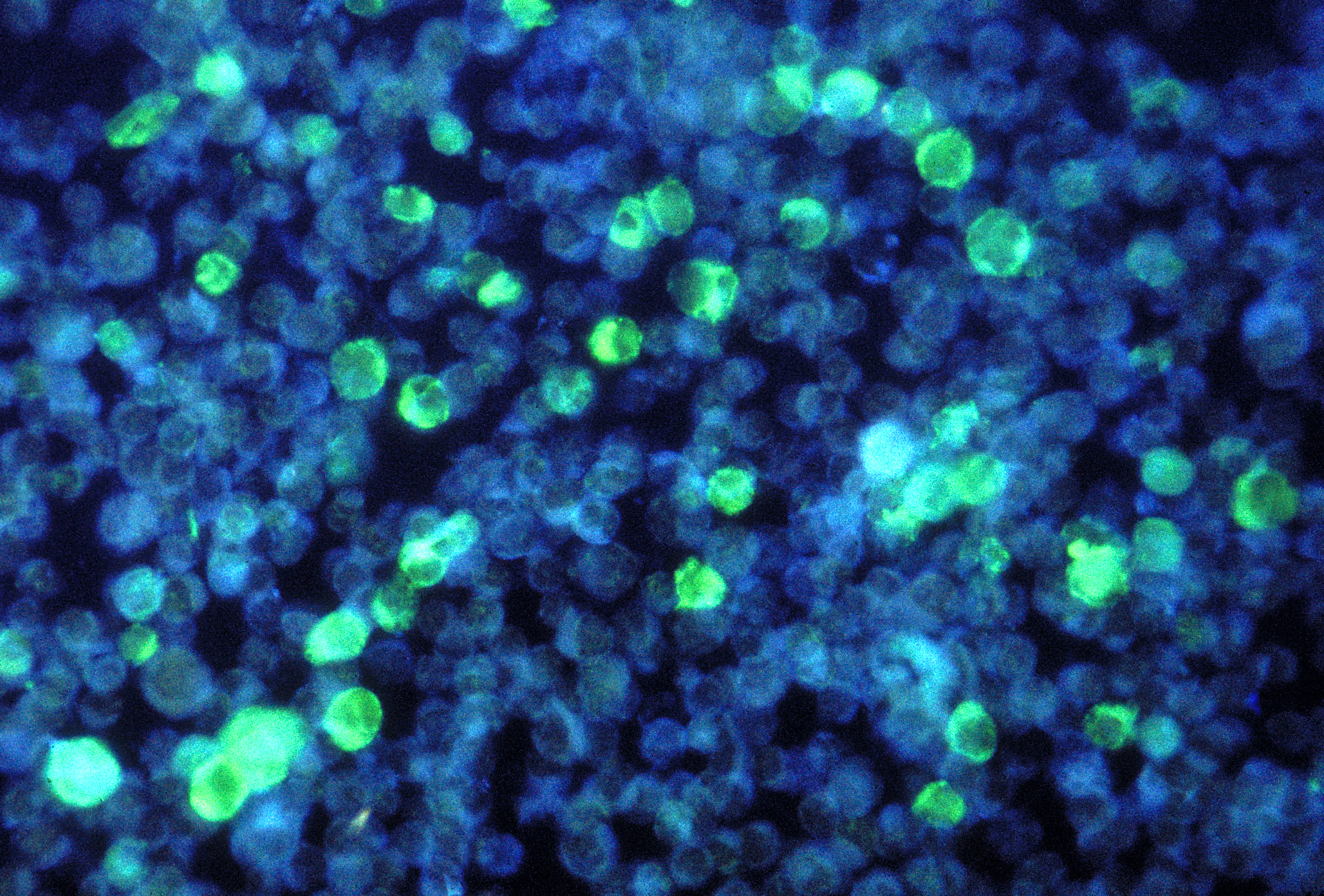
Лейкемічні клітини вірусу Епштейна — Барр (на зеленому).

При гострій або активній формі переважає літичний тип вірусної інфекції. Однак після інфікування незалежно від проявів гострого періоду завжди спостерігається персистенція вірусу в В-клітинах пам'яті протягом усього життя людини. Кількість В-лімфоцитів, що несуть вірусну ДНК, у здорових людей є постійною і становить близько 1 на 105—106. ВЕБ після первинної інфекції у незначній кількості постійно зберігається в організмі хазяїна. Цитотоксичні Т-лімфоцити та природні кілери обмежують первинну інфекцію та утримують пул «безсмертних» ВЕБ-інфікованих В-лімфоцитів під контролем. Проте у разі пошкодження будь-якого елемента імунної відповіді маленький пул ВЕБ-інфікованих клітин може розширюватися, що призводить до розвитку лімфопроліферативного синдрому, лімфоми при зниженій імунній відповіді. Натомість, якщо відповідь занадто активна, може спостерігатися фатальний ІМ або проліферація.
ВЕБ має великий набір генів, які дають йому змогу уникати імунного контролю організму. ВЕБ виробляє білки — аналоги людських інтерлейкінів, що змінюють імунну відповідь. Під час активного розмноження ВЕБ продукує інтерлейкін-10-подібний білок, що пригнічує Т-клітинний імунітет, функцію цитотоксичних лімфоцитів, макрофагів, порушує всі етапи функціонування природних кілерів (тобто систему противірусного захисту). Інший вірусний білок (В13) пригнічує інтерлейкін-12.
Неправильна імунна відповідь на ВЕБ може зумовлюватися аномальною генетичною рекомбінацією, що призводить до онкогенної активації і розвитку злоякісних пухлин. Деякі індивідууми не здатні до нормальної імунної відповіді на ВЕБ через Х-зв'язану генетичну схильність. На Х-хромосомі було знайдено генетичний маркер лімфопроліферативного синдрому. Пацієнти з Х-зв'язаним лімфопроліферативним синдромом (Х-ЛПС) можуть переносити ВЕБ-інфекцію у вигляді різних маніфестацій патологічного процесу, в 75 % осіб спостерігається або фатальний ІМ, або злоякісна лімфома (частіше Беркітта). Ці хворі, як правило, вмирають від некрозу печінки, що розвивається вторинно після лімфоїдної інфільтрації органа. У більшості пацієнтів спостерігаються ознаки гемофагоцитарного синдрому (ГФС), у 25 % після перенесеної первинної ВЕБ-інфекції діагностують проліферативну хворобу, що проявляється гіпогаммаглобулінемією, апластичною анемією або агранулоцитозом. У таких хворих виявляють підвищену чутливість до бактеріальних інфекцій та пізню злоякісність.
У більшості пацієнтів із Х-ЛПС відзначають нормальну імунну відповідь на звичайні щеплення та вірусні й бактеріальні інфекції, перенесені в дитинстві. Крім того, під час досліджень, проведених у ВЕБ-серонегативних осіб, які живуть у родині, ураженій вірусом, виявлено нормальну кількість Т- та В-клітин. Проте при гострому ІМ у них підвищується рівень IgA, IgM, спостерігається дефіцит IgG. У пацієнтів із Х-ЛПС під час гострої ЕБВІ знижується функція Т-клітин і природних кілерів, спостерігається недостатня кількість антитіл до ВЕБ, що зумовлює нездатність регулювати первинну інфекцію.
Особливо слід виділити посттрансплантаційні лімфопроліферативні порушення у реципієнтів нирок, серця, печінки, кісткового мозку. У пацієнтів протягом 1 року після трансплантації розвивається ІМ-подібна хвороба або виникає локалізована пухлина. Можливе виникнення проміжних форм, що за клінічними ознаками подібні до ІМ, але за даними морфологічного дослідження є злоякісними. Локалізовані пухлини часто розвиваються у вигляді неходжкінської лімфоми. Нерідко виявляються ураження центральної нервової системи (ЦНС). Усі посттрансплантаційні лімфопроліферативні порушення виникають із В-клітин. Аналіз заморожених ділянок ураженої тканини свідчить про моно- та поліклональну проліферацію В-клітин. На підтримуючу роль ВЕБ у цьому процесі вказує наявність у більшості пацієнтів первинної або реактивованої ВЕБ-інфекції, про що свідчить виявлення ВЕБ-геному та його антигенів.

## Захворювання, які пов'язують з вірусом Епштейна— Барр
Хвороби, асоційовані з вірусом Епштейна — Барр:
- Синдром хронічної втоми
- Інфекційний мононуклеоз (мультигландулярний аденоз, залозиста гарячка, хвороба Філатова)
- Лімфогранульоматоз (хвороба Годжкіна)[22]
- Лімфома Беркітта (центральноафриканська лімфома)[23]
- Деякі з неходжкінських лімфом
- Назофарингеальна карцинома[24][25]
- Загальна варіабельна імунна недостатність
- Синдром Стівенса — Джонсона
- Гепатит, який спричинює ВЕБ[26]
- Посттрансплантаційна лімфопроліферативна хвороба
- Розсіяний склероз[27]
- Волосиста лейкоплакія язика при СНІДі
- Хвороба Кікучі[28]
- Синдром Джанотті — Крості